# دریاچه کوبئیتوز
دریاچه کوبئیتوز (به قزاقی: Lake Köbeituz) یک دریاچه در قزاقستان است که در استان آق‌مولا واقع شده‌است.